# 邓鹏翰
邓鹏翰（？—？），广东三水人，是一名清朝政治人物。举人出身。
邓鹏翰曾于1789年接替蒋励宣任青浦县知县一职，1789年由蒋励宣接任。